# とげまる
『とげまる』は、日本のロックバンド・スピッツの通算13作目のオリジナルアルバム。2010年10月27日にユニバーサルミュージックより発売。レーベルはユニバーサルJ。

## 概要
- 前作『さざなみCD』から約3年振りとなるオリジナルアルバム[1]。
- タイアップ曲収録は過去最多である。レコーディングは5回に分けて行われた。
- 収録シングル「若葉」「君は太陽」「つぐみ」「シロクマ/ビギナー」のジャケット写真を手がけたかくたみほが、本作でも写真を担当した[2]。カバーモデルは日向千歩[3]。
- アルバム名の第二候補は「あかりちゃん」だったという[4]。
- 今作は、オリジナルアルバムとしては『惑星のかけら』以来18年ぶりとなる完全セルフプロデュース楽曲が2曲収められている。
- 初回プレス分のみ、ジャケットステッカーが封入されている。
- 今作は2023年現在、スピッツのアルバムの中で唯一、フェードアウトの楽曲がない。

## 収録曲
| 全作詞・作曲: 草野正宗。 |                                 |           |            |                     |      |
| #                        | タイトル                        | 作詞      | 作曲・編曲 | 編曲                | 時間 |
| 1.                       | 「ビギナー」                    | 草野正宗  | 草野正宗   | スピッツ & 亀田誠治 | 4:47 |
| 2.                       | 「探検隊」                      | 草野正宗  | 草野正宗   | スピッツ            | 3:18 |
| 3.                       | 「シロクマ」                    | 草野正宗  | 草野正宗   | スピッツ & 亀田誠治 | 3:47 |
| 4.                       | 「恋する凡人」                  | 草野正宗  | 草野正宗   | スピッツ & 亀田誠治 | 3:29 |
| 5.                       | 「つぐみ」(Strings：金原千恵子) | 草野正宗  | 草野正宗   | スピッツ & 亀田誠治 | 4:06 |
| 6.                       | 「新月」                        | 草野正宗  | 草野正宗   | スピッツ & 亀田誠治 | 5:31 |
| 7.                       | 「花の写真」                    | 草野正宗  | 草野正宗   | スピッツ & 亀田誠治 | 3:14 |
| 8.                       | 「幻のドラゴン」                | 草野正宗  | 草野正宗   | スピッツ & 亀田誠治 | 3:43 |
| 9.                       | 「TRABANT」                     | 草野正宗  | 草野正宗   | スピッツ & 亀田誠治 | 3:54 |
| 10.                      | 「聞かせてよ」                  | 草野正宗  | 草野正宗   | スピッツ & 亀田誠治 | 3:49 |
| 11.                      | 「えにし」                      | 草野正宗  | 草野正宗   | スピッツ & 亀田誠治 | 4:20 |
| 12.                      | 「若葉」                        | 草野正宗  | 草野正宗   | スピッツ & 亀田誠治 | 4:31 |
| 13.                      | 「どんどどん」                  | 草野正宗  | 草野正宗   | スピッツ            | 2:54 |
| 14.                      | 「君は太陽」                    | 草野正宗  | 草野正宗   | スピッツ & 亀田誠治 | 5:04 |
| 合計時間:                | 合計時間:                       | 合計時間: | 56:27      |                     |      |

### 楽曲解説
1. ビギナー
37thシングル。同年9月に先行リリースされた。ゆうちょ銀行CMソング。
2. 探検隊
セルフプロデュース作品。
仮タイトルは「ピカプカ探検隊」（草野曰く「『ビギナー』の次じゃなかったら『ピカプカ探検隊』になっていた」）。
3. シロクマ
37thシングル。同年9月に先行リリースされた。メナード「イルネージュ」CMソング。
4. 恋する凡人
36thシングル「つぐみ」のカップリングにライブ・ヴァージョンが収録されており、そのヴァージョンと比べるとテンポがやや落とされている。
第三舞台の公演『深呼吸する惑星』挿入歌。虚構の劇団の公演『アンダー・ザ・ロウズ』挿入歌。
5. つぐみ
36thシングル。同年6月に先行リリースされた。
MVの撮影当日、三輪のギターソロに使われる"EBOW"というアタッチメントを持ってくるのを忘れてしまい、黒いガムテープの塊で代用した。仮タイトルは「もみじ」。
NTTコミュニケーションズ「ミュージコ」CMソング
6. 新月
PVが製作され、ダンサーの池田美佳が出演している。
草野曰く、「シューゲイザー的な曲が欲しいな」と思って作った楽曲とのこと[5]。アルバムのバランスを考えて、レコーディングの最後の方に作られたという[5]。
7. 花の写真
36thシングル「つぐみ」カップリング曲。
8. 幻のドラゴン
ブリヂストン「ブリザック」CMソング。
9. TRABANT
「トラバント」と読み、旧東ドイツの大衆車の名前として知られている[5]。ロシアっぽいメロディーだったため仮タイトルは「シャラポワ」[5]。"TRABANT"はドイツ語で「追従者、衛星」などの意味[6]。
チェッカーズの楽曲「ジュリアに傷心」やネオGSを意識して作られた楽曲とのこと[5]。
ほぼ一発録りでレコーディングされたという[5]。
10. 聞かせてよ
「若葉」と同時期にレコーディングされた楽曲であり、本作の中では割と古い楽曲だという[5]。
11. えにし
ヤマザキ「ランチパック」CMソング。
12. 若葉
34thシングル。映画『櫻の園-さくらのその-』主題歌。
13. どんどどん
セルフプロデュース作品。ロトスコープを用いたアニメーションによるPVが製作されている。
14. 君は太陽
35thシングル。映画『ホッタラケの島 〜遥と魔法の鏡〜』主題歌。
シングル曲がオリジナルアルバムのラストを飾るのは、『インディゴ地平線』に収録された「チェリー」以来14年ぶりの事である。

## アナログ盤
- シングル「若葉」と「君は太陽」のカップリング曲「まもるさん」と「オケラ」を追加収録した2枚組限定アナログ盤が2011年4月13日にリリース。

当初2011年3月30日に発売される予定だったが、東日本大震災（東北地方太平洋沖地震）により4月13日に延期された。
DISC 1
A Side
1. 恋する凡人
2. シロクマ
3. オケラ
4. 幻のドラゴン

B Side
1. 探検隊
2. つぐみ
3. 聞かせてよ
4. 新月

DISC 2
C Side
1. 花の写真
2. TRABANT
3. ビギナー
4. えにし

D Side
1. まもるさん
2. 君は太陽
3. どんどどん
4. 若葉

## 演奏
全曲（特記以外）
- 草野マサムネ：Vocals, Guitars
- 三輪テツヤ：Guitars, Mandolin (#12)
- 田村明浩：Bass Guitar
- 﨑山龍男：Drums, Percussion

ビギナー
- 皆川真人：Acoustic Piano
- 亀田誠治：Programming Synthesizer
- 豊田泰孝 誠屋：Manipulation

探検隊
- 小名川高弘 誠屋： Programming Synthesizer
- 豊田泰孝 誠屋：Manipulation

シロクマ
- 皆川真人：Hammond B-3

つぐみ
- 金原千恵子ストリングス：Strings

新月
- 亀田誠治：Programming Synthesizer
- 豊田泰孝 誠屋：Manipulation

花の写真
- 佐橋佳幸：Pedal steel, Mandolin

えにし
- 皆川真人：Hammond B-3

若葉
- 皆川真人：Hammond B-3